# Paraporthesia
Paraporthesia este un gen de molii din familia Lymantriinae.